# 20.ª etapa do Giro d'Italia de 2023
A 20.ª etapa do Giro d'Italia de 2023 teve lugar a 27 de maio de 2023 e consistiu numa cronoescalada individual com início na localidade de Tarvisio e final em Monte Lussari sobre um percurso de 18,6 km. Esta foi vencida pelo esloveno Primož Roglič da equipa Jumbo-Visma, se fazendo ademais com a liderança da prova.

## Classificação da etapa
| Tarvisio - Monte Lussari | cronoescalada | (18,6 km) |

| \| Classificação por etapas \| Classificação por etapas \| Classificação por etapas \| Classificação por etapas \| Classificação por etapas \| \| Ciclista \| Ciclista \| Equipe \| Tempo \| \| \| ------------------------ \| ------------------------ \| ------------------------ \| ------------------------ \| ------------------------ \| \| 1. \| Primož Roglič \| Jumbo-Visma \| 44m23s \| \| \| 2. \| Geraint Thomas \| Ineos Grenadiers \| + 40s \| \| \| 3. \| João Almeida \| UAE Team Emirates \| + 42s \| \| \| 4. \| Damiano Caruso \| Bahrain Victorious \| + 55s \| \| \| 5. \| Thibaut Pinot \| Groupama-FDJ \| + 59s \| \| \| 6. \| Sepp Kuss \| Jumbo-Visma \| + 1m05s \| \| \| 7. \| Brandon McNulty \| UAE Team Emirates \| + 1m07s \| \| \| 8. \| Thymen Arensman \| Ineos Grenadiers \| + 1m18s \| \| \| 9. \| Andreas Leknessund \| Team DSM \| + 1m49s \| \| \| 10. \| Jay Vine \| UAE Team Emirates \| + 1m53s \| \| |                    |                    |         |
| |                    |                    |         |
| Fonte: ProCyclingStats |                    |                    |         |
| Classificação por etapas |                    |                    |         |
| Ciclista | Ciclista           | Equipe             | Tempo   |
| 1. | Primož Roglič      | Jumbo-Visma        | 44m23s  |
| 2. | Geraint Thomas     | Ineos Grenadiers   | + 40s   |
| 3. | João Almeida       | UAE Team Emirates  | + 42s   |
| 4. | Damiano Caruso     | Bahrain Victorious | + 55s   |
| 5. | Thibaut Pinot      | Groupama-FDJ       | + 59s   |
| 6. | Sepp Kuss          | Jumbo-Visma        | + 1m05s |
| 7. | Brandon McNulty    | UAE Team Emirates  | + 1m07s |
| 8. | Thymen Arensman    | Ineos Grenadiers   | + 1m18s |
| 9. | Andreas Leknessund | Team DSM           | + 1m49s |
| 10. | Jay Vine           | UAE Team Emirates  | + 1m53s |

## Classificações ao final da etapa

### Classificação geral(Maglia Rosa)
| \| Classificação geral \| Classificação geral \| Classificação geral \| Classificação geral \| Classificação geral \| \| Ciclista \| Ciclista \| Equipe \| Tempo \| \| \| ------------------- \| ------------------- \| ------------------- \| ------------------- \| ------------------- \| \| 1. \| Primož Roglič \| Jumbo-Visma \| 82h40m36s \| \| \| 2. \| Geraint Thomas \| Ineos Grenadiers \| + 14s \| \| \| 3. \| João Almeida \| UAE Team Emirates \| + 1m15s \| \| \| 4. \| Damiano Caruso \| Bahrain Victorious \| + 4m40s \| \| \| 5. \| Thibaut Pinot \| Groupama-FDJ \| + 5m43s \| \| \| 6. \| Thymen Arensman \| Ineos Grenadiers \| + 6m05s \| \| \| 7. \| Edward Dunbar \| Team Jayco AlUla \| + 7m30s \| \| \| 8. \| Andreas Leknessund \| Team DSM \| + 7m31s \| \| \| 9. \| Lennard Kämna \| Bora-Hansgrohe \| + 7m46s \| \| \| 10. \| Laurens De Plus \| Ineos Grenadiers \| + 9m08s \| \| |                    |                    |           |
| |                    |                    |           |
| Fonte: ProCyclingStats |                    |                    |           |
| Classificação geral |                    |                    |           |
| Ciclista | Ciclista           | Equipe             | Tempo     |
| 1. | Primož Roglič      | Jumbo-Visma        | 82h40m36s |
| 2. | Geraint Thomas     | Ineos Grenadiers   | + 14s     |
| 3. | João Almeida       | UAE Team Emirates  | + 1m15s   |
| 4. | Damiano Caruso     | Bahrain Victorious | + 4m40s   |
| 5. | Thibaut Pinot      | Groupama-FDJ       | + 5m43s   |
| 6. | Thymen Arensman    | Ineos Grenadiers   | + 6m05s   |
| 7. | Edward Dunbar      | Team Jayco AlUla   | + 7m30s   |
| 8. | Andreas Leknessund | Team DSM           | + 7m31s   |
| 9. | Lennard Kämna      | Bora-Hansgrohe     | + 7m46s   |
| 10. | Laurens De Plus    | Ineos Grenadiers   | + 9m08s   |

### Classificação por pontos(Maglia Ciclamino)
| Classificação por pontos | Classificação por pontos | Classificação por pontos | Classificação por pontos | Classificação por pontos |
| Ciclista                 | Ciclista                 | Equipe                   | Pontos                   |                          |
| ------------------------ | ------------------------ | ------------------------ | ------------------------ | ------------------------ |
| 1.                       | Jonathan Milan           | Bahrain Victorious       | 215 pts                  |                          |
| 2.                       | Derek Gee                | Israel-Premier Tech      | 160 pts                  |                          |
| 3.                       | Pascal Ackermann         | UAE Team Emirates        | 95 pts                   |                          |
| 4.                       | Michael Matthews         | Team Jayco AlUla         | 93 pts                   |                          |
| 5.                       | Toms Skujiņš             | Trek-Segafredo           | 79 pts                   |                          |
| 6.                       | Nico Denz                | Bora-Hansgrohe           | 77 pts                   |                          |
| 7.                       | Magnus Cort              | EF Education-EasyPost    | 68 pts                   |                          |
| 8.                       | Primož Roglič            | Jumbo-Visma              | 56 pts                   |                          |
| 9.                       | Marius Mayrhofer         | Team DSM                 | 53 pts                   |                          |
| 10.                      | Geraint Thomas           | Ineos Grenadiers         | 53 pts                   |                          |

### Classificação da montanha(Maglia Azzurra)
| Classificação da montanha | Classificação da montanha | Classificação da montanha          | Classificação da montanha | Classificação da montanha |
| Ciclista                  | Ciclista                  | Equipe                             | Pontos                    |                           |
| ------------------------- | ------------------------- | ---------------------------------- | ------------------------- | ------------------------- |
| 1.                        | Thibaut Pinot             | Groupama-FDJ                       | 237 pts                   |                           |
| 2.                        | Derek Gee                 | Israel-Premier Tech                | 200 pts                   |                           |
| 3.                        | Ben Healy                 | EF Education-EasyPost              | 164 pts                   |                           |
| 4.                        | Davide Bais               | Eolo-Kometa                        | 144 pts                   |                           |
| 5.                        | Einer Rubio               | Movistar Team                      | 118 pts                   |                           |
| 6.                        | Primož Roglič             | Jumbo-Visma                        | 86 pts                    |                           |
| 7.                        | Santiago Buitrago         | Bahrain Victorious                 | 82 pts                    |                           |
| 8.                        | Davide Gabburo            | Green Project-Bardiani CSF-Faizanè | 69 pts                    |                           |
| 9.                        | João Almeida              | UAE Team Emirates                  | 67 pts                    |                           |
| 10.                       | Aurélien Paret-Peintre    | AG2R Citroën Team                  | 56 pts                    |                           |

### Classificação dos jovens(Maglia Bianca)
| Classificação dos jovens | Classificação dos jovens | Classificação dos jovens | Classificação dos jovens | Classificação dos jovens |
| Ciclista                 | Ciclista                 | Equipe                   | Tempo                    |                          |
| ------------------------ | ------------------------ | ------------------------ | ------------------------ | ------------------------ |
| 1.                       | João Almeida             | UAE Team Emirates        | 82h41m51s                |                          |
| 2.                       | Thymen Arensman          | Ineos Grenadiers         | + 4m50s                  |                          |
| 3.                       | Andreas Leknessund       | Team DSM                 | + 6m16s                  |                          |
| 4.                       | Einer Rubio              | Movistar Team            | + 9m28s                  |                          |
| 5.                       | Ilan Van Wilder          | Soudal Quick-Step        | + 10m43s                 |                          |
| 6.                       | Santiago Buitrago        | Bahrain Victorious       | + 11m06s                 |                          |
| 7.                       | Filippo Zana             | Team Jayco AlUla         | + 32m07s                 |                          |
| 8.                       | Laurens Huys             | Intermarché-Circus-Wanty | + 51m03s                 |                          |
| 9.                       | Brandon McNulty          | UAE Team Emirates        | + 1h06m28s               |                          |
| 10.                      | Marco Frigo              | Israel-Premier Tech      | + 1h23m21s               |                          |

### Classificação por equipas"Súper team"
| Classificação por equipes | Classificação por equipes | Classificação por equipes | Classificação por equipes |
| Equipe                    | Equipe                    | Tempo                     |                           |
| ------------------------- | ------------------------- | ------------------------- | ------------------------- |
| 1.                        | Bahrain Victorious        | 247h56m00s                |                           |
| 2.                        | Ineos Grenadiers          | + 16m22s                  |                           |
| 3.                        | Jumbo-Visma               | + 30m40s                  |                           |
| 4.                        | UAE Team Emirates         | + 51m53s                  |                           |
| 5.                        | AG2R Citroën Team         | + 1h21m30s                |                           |
| 6.                        | Bora-Hansgrohe            | + 1h25m31s                |                           |
| 7.                        | Astana Qazaqstan Team     | + 1h31m44s                |                           |
| 8.                        | Team Jayco AlUla          | + 1h32m51s                |                           |
| 9.                        | Israel-Premier Tech       | + 1h51m54s                |                           |
| 10.                       | EF Education-EasyPost     | + 2h16m51s                |                           |

## Abandonos
Nenhum.